# Сарао, Дженнаро
Дженнаро Сарао (итал. Gennaro Sarao) — итальянский мебельщик, мастер деревянной интарсии, самый известный из большой семьи мастеров в Неаполе, прославившийся оригинальной техникой декорирования столешниц из панциря черепахи золотыми и серебряными пластинами и проволокой: техники «пике» и «броде».
Сарао работал в Неаполе между 1730 и 1772 годами, создавая ряд изделий для королевского двора короля Неаполя и Сицилии Карла III. «Его имя появляется на ряде произведений с аналогичной инкрустацией, таких как письменный стол из коллекции Палашано в Бари, ещё один письменный стол из коллекции Уоллеса (инв. XXII A.35) и шкатулка, проданная на аукционе Sotheby’s в Нью-Йорке, коллекция Кеннеди Онассиса, 23-26 апреля 1996 г., лот 307. Более крупная неподписанная коробка аналогичной формы, датированная тем же периодом, была продана на аукционе Christie’s в Милане 20 ноября 2002 г. под номером 546». Одна из столешниц мастера с гербом королевы Португалии, инкрустированная золотом и перламутром, хранится в санкт-петербургском Эрмитаже (поступила, как и другие схожие изделия, из музея Училища барона Штиглица). Она подписана монограммой «SFN» (Sarao Fecit Napoli).
Термином «броде» (фр. broder — вышивать) называют различные технические приёмы инкрустации, в том числе приёмы (фр. piqué — покрытый насечками), точечной инкрустации торцами золотой или серебряной проволоки. Такие приёмы были особенно распространены в XVIII веке в Неаполе. В разогретый панцирь черепахи — биссу — впаивали пластинки или проволоку из золота или серебра. Если пластинки, образующие нужный узор, впаивали горизонтально, такой приём называли «куле» (литьё), если отрезки нагретой проволоки вставляли вертикально, в проколотые заранее отверстия, — «пике», или «пике-пуант» (точечная насечка). После этого излишки спиливали и полировали поверхность. В результате получался мерцающий золотом на тёмном, красно-коричневом фоне узор линий и точек (фр. foule point d’or — масса золотых точек). В той технике, характерной для ижноиталийского, неаполитанского барокко, кроме Сарао работали Н. Стораче, Дж. Савино. Внешне схожие приёмы на севере Италии использовал знаменитый мастер Пьетро Пиффетти. Дженнаро Сарао выполнял заказы многих королевских домов Европы. Для своих композиций он использовал гравюры по рисункам Жана Берена Старшего, П. Деккера Старшего и С. Леклерка. Такие композиции, сверкающие как драгоценности, включали также элементы стилей рококо и шинуазри.